# Henrique Müller
Henrique Müller OFM (* 22. August 1922 in Peritiba, Santa Catarina, Brasilien; † 26. Mai 2000) war ein brasilianischer Ordensgeistlicher und römisch-katholischer Bischof von Joaçaba. 

## Leben
Henrique Müller trat der Ordensgemeinschaft der Franziskaner bei und empfing am 16. Juli 1949 die Priesterweihe.
Papst Paul VI. ernannte ihn am 27. Juni 1975 zum ersten Bischof des zwei Wochen zuvor errichteten Bistums Joaçaba. Der Apostolische Nuntius in Brasilien, Erzbischof Carmine Rocco, spendete ihm am 14. September desselben Jahres die Bischofsweihe; Mitkonsekratoren waren Alfonso Niehues, Erzbischof von Florianópolis, und Honorato Piazera SCI, Bischof von Lages.
Am 17. März 1999 nahm Papst Johannes Paul II. seinen altersbedingten Rücktritt an.